# مسئله زندگی و مرگ
مسئله زندگی و مرگ (انگلیسی: A Matter of Life and Death) فیلمی در ژانر فانتزی و درام به کارگردانی مایکل پاول و امریک پرسبرگر است که در سال ۱۹۴۶ منتشر شد.

## بازیگران
- دیوید نیون
- ریموند مسی
- کیم هانتر
- ریچارد اتنبرا
- باب رابرتز
- رابرت اتکینز
- ماریوس گورینگ
- والی پچ